# Bonamia apikiensis
Bonamia apikiensis är en vindeväxtart som beskrevs av T. Deroin. Bonamia apikiensis ingår i släktet Bonamia och familjen vindeväxter. Inga underarter finns listade i Catalogue of Life.